# Сентер-Пойнт (Індіана)
Сентер-Пойнт (англ. Center Point) — місто (англ. town) в США, в окрузі Клей штату Індіана. Населення — 213 особи (2020).

## Географія
Сентер-Пойнт розташований за координатами 39°24′57″ пн. ш. 87°4′32″ зх. д. / 39.41583° пн. ш. 87.07556° зх. д. (39.415766, -87.075574).  За даними Бюро перепису населення США в 2010 році місто мало площу 1,97 км², з яких 1,92 км² — суходіл та 0,06 км² — водойми.

## Демографія
Згідно з переписом 2010 року, у місті мешкали 242 особи в 104 домогосподарствах у складі 64 родин. Густота населення становила 123 особи/км².  Було 113 помешкання (57/км²).
Расовий склад населення:
| - 98,3 % — білих - 1,2 % — азіатів - 0,4 % — чорних або афроамериканців |

До двох чи більше рас належало 0,0 %. Частка іспаномовних становила 0,0 % від усіх жителів.
За віковим діапазоном населення розподілялося таким чином: 20,2 % — особи молодші 18 років, 64,9 % — особи у віці 18—64 років, 14,9 % — особи у віці 65 років та старші. Медіана віку мешканця становила 40,0 року. На 100 осіб жіночої статі у місті припадало 83,3 чоловіків;  на 100 жінок у віці від 18 років та старших — 91,1 чоловіків також старших 18 років.
Середній дохід на одне домашнє господарство  становив 46 878 доларів США (медіана — 42 500), а середній дохід на одну сім'ю — 58 388 доларів (медіана — 60 417). За межею бідності перебувало 20,0 % осіб, у тому числі 26,3 % дітей у віці до 18 років та 0,0 % осіб у віці 65 років та старших.
Цивільне працевлаштоване населення становило 109 осіб. Основні галузі зайнятості: виробництво — 24,8 %, освіта, охорона здоров'я та соціальна допомога — 17,4 %, публічна адміністрація — 12,8 %, роздрібна торгівля — 10,1 %.